# اللجنة الوطنية لحقوق الإنسان (قطر)
اللجنة الوطنية لحقوق الإنسان في قطر ، هي لجنة وطنية رسمية ذات طبيعة خاصة، تسعى لنشر وتطوير ثقافة حقوق الإنسان والدفاع عنها، كما ترصد وتوثق أبرز الانتهاكات في المجال.

## الهيكلية
في 2015، عيّنت الحكومة القطرية علي بن صميخ المري رئيسًا للجنة، ود. محمد بن سيف الكواري نائبًا للرئيس، إضافة إلى 14 عضوًا آخرًا تم اختيارهم من الوزراء والموظفين الحكوميين.
في 13 مايو 2019 جدد أعضاء اللجنة الوطنية لحقوق الإنسان الثقة للمرة الثالثة على التوالي في الدكتور علي بن صميخ المري بانتخابه رئيساً للجنة بالإحماع في أول اجتماع لهم في الدورة الخامسة، كما تم انتخاب الدكتور محمد سيف الكواري نائباً لرئيس اللجنة بالأغلبية.
في 26 أكتوبر 2021 تم اختيار مريم بنت عبد الله العطية رئيسا للجنة خلفا للدكتور علي بن صميخ المري الذي تم تعيينه وزيرا للعمل.

## تاريخ اللجنة
```
أنشئت اللجنة الوطنية لحقوق الإنسان بمرسوم بقانون رقم 38 لعام 2002، حيث باشرت أعمالها المتمثلة في حماية 
حقوق الإنسان
 والحريات العامة وتعزيزها، وترسيخ مبادئ وثقافة حقوق الإنسان على صعيدي الفكر والممارسة وذلك في الأول من نوفمبر/تشرين الثاني 2003، كما أُعيد تنظيمها بموجب مرسوم بقانون رقم 17 لعام 2010، الذي منحها الاستقلال التام وجعلها ذات شخصية معنوية وموازنة مستقلة، كماعُيّن لها بموجبه مقر رئيسي في العاصمة القطرية 
الدوحة
[
4
]
```

## أعضاء اللجنة
في 29 أبريل 2019 صدر مرسوم اميري رقم 19 بإعادة تشكيل اللجنة الوطنية لحقوق الإنسان لتضم الأعضاء الآتية اسماءهم:
1- الدكتور/ محمد سيف الكواري (ممثل عن المجتمع المدني).
2- الدكتور/ يوسف محمد العبيدان (ممثل عن المجتمع المدني).
3- الدكتورة/ أسماء عبد الله محمد العطية (ممثل عن المجتمع المدني).
4- الدكتور/ عبد العزيز عبد القادر المغيصيب (ممثل عن المجتمع المدني).
5- الدكتور/ علي أحمد الكبيسي (ممثل عن المجتمع المدني).
6- السيد/ فواز بخيت الجتال (ممثل عن المجتمع المدني).
7- السيدة/ آمال عبد اللطيف المناعي (ممثل عن المجتمع المدني).
8- السيد/ سلطان مبارك خميس العبد الله (ممثل عن المجتمع المدني).
9- السيدة/ مريم عبد الله علي العطية (ممثل عن المجتمع المدني).
10- السيد/ عبد الله صقر المهندي (ممثل عن وزارة الداخلية).
11- السيد/ فيصل عبد الله الحنزاب (ممثل عن وزارة الخارجية).
12- السيد/ سالم راشد المريخي (ممثل عن وزارة العدل).
13- السيد/ محمد حسن العبيدلي (ممثل عن وزارة التنمية الإدارية والعمل والشؤون الاجتماعية).
تكون مدة عضوية اللجنة خمس سنوات قابلة للتجديد لمدة أو لمُدد أخرى مماثلة

## التصنيف الدولي
صنّفت لجنة التنسيق الدولية -التي تحتضن جميع اللجان الوطنية لحقوق الإنسان في العالم-اللجنة الوطنية القطرية على الدرجة (أ) وهي أعلى درجة يمكن أن تمنح في هذا المجال. تتواجد اللجنة الوطنية أيضًا في اللجنة الفرعية الخاصة بالاعتماد في لجنة التنسيق الدولية والمختصة باعتماد وتصنيف اللجان الوطنية بالعالم.

## المهام
تتركزمهام اللجنة الوطنية لحقوق الإنسان بشكل أساسي في تعزيز وحماية حقوق الإنسان في دولة قطر، وتسعى اللجنة لتحقيق ذلك من خلال نشر الوعي الحقوقي في المجتمع، والضغط المستمر على صناع القرار لضمان تطبيق مبادئ حقوق الإنسان وتوفير الحماية اللازمة للأفراد والكيانات المختلفة.

## حصار قطر
منذ الحصار البري والبحري والجوي الذي فرضته السعودية والإمارات والبحرين ومصر على دولة قطر، تعملت اللجنة الوطنية لحقوق الإنسان على رصد وتوثيق الآثار السلبية والإنسانية الناجمة عن الحصار.
وفي هذا السياق أصدرت اللجنة تقريرها الأول عن الحصار بتاريخ 13 يونيو 2017 حيث تضمن الانتهاكات التي وقعت جراء الحصار من تشتيت شمل الأسر، وتوقيف متابعة التعليم، وانتهاك حرية الرأي والحرمان من التنقل والإقامة، والحرمان من الملكية وممارسة الشعائر الدينية، وطالب التقرير المؤسسات الحقوقية الدولية بتوثيق الحالات المتضررة، والعمل على رفع الحصار.
في أكتوبر 2017، قال الدكتور علي بن صميخ المري رئيس اللجنة الوطنية لحقوق الإنسان إن دول الحصار استخدمت ملف الحالات الإنسانية للضغط على قطر، مضيفا أن اللجنة الوطنية لحقوق الإنسان استقبلت نحو 4 آلاف شكوى تتضمن انتهاكات في حق قطريين مثل الطلبة الذين تم طردهم من الجامعات في الإمارات والسعودية وشكاوى أخرى لمرضى تم طردهم من مستشفيات سعودية وإماراتية.

## الخط الساخن
دشنت اللجنة خطا ساخنا في أبريل 2020 لتلقي مكالمات بنحو خمس  لغات رئيسية خلال جائحة كرونا والتي بدأت في الانتشار بدولة قطر خلال تلك الفترة ولكن رئيس وحدة الاعلام في اللجنة صرح لاحقا أن خدمة الخط الساخن ستظل مستمرة حتى بعد انتهاء الجائحة، وتشمل اللغات العربية والإنجليزية والأوردو والتي تغطي بدورها اللغات الهندية والنيبالية والسريلانكية، إلى جانب اللغتين الفلبينية والسواحلية.

## مقالة ذات صلة
- لجنة التنسيق الدولية
- علي بن صميخ المري

## وصلات خارجية
- اللجنة الوطنية لحقوق الإنسان